# Poiana, Hunedoara
Poiana este un sat în comuna Balșa din județul Hunedoara, Transilvania, România. Se află în partea de nord-est a județului,  în Munții Metaliferi.

## Lăcașuri de cult
Biserica „Nașterea Maicii Domnului” din satul Poiana a fost construită, din piatră, în anul 1792. Este un edificu de plan dreptunghiular, de mari dimensiuni, cu absida pentagonală decroșată, prevăzut cu un turn-clopotniță masiv, cu foișor închis din lemn și fleșă etajată zveltă. Accesul în interior se face prin cele două intrări, situate pe laturile de sud și de vest ale edificiului. Biserica, nepictată, este acoperită integral cu tablă. Lăcașul se află în prezent într-o stare avansată de degradare; dintre renovările la care a fost supus în timp, cunoscute sunt doar cele din 1923 și 1937. Credincioșii uniți din localitate au fost deserviți liturgic de o biserică proprie, din lemn, închinată praznicului „Pogorârii Sfântului Duh”; ridicată în anul 1825, în timpul păstoririi preotului Nicolae Pop, aceasta a fost reconstruită în anul 1870, fiind dezafectată apoi cultului după 1948.

## Galerie de imagini

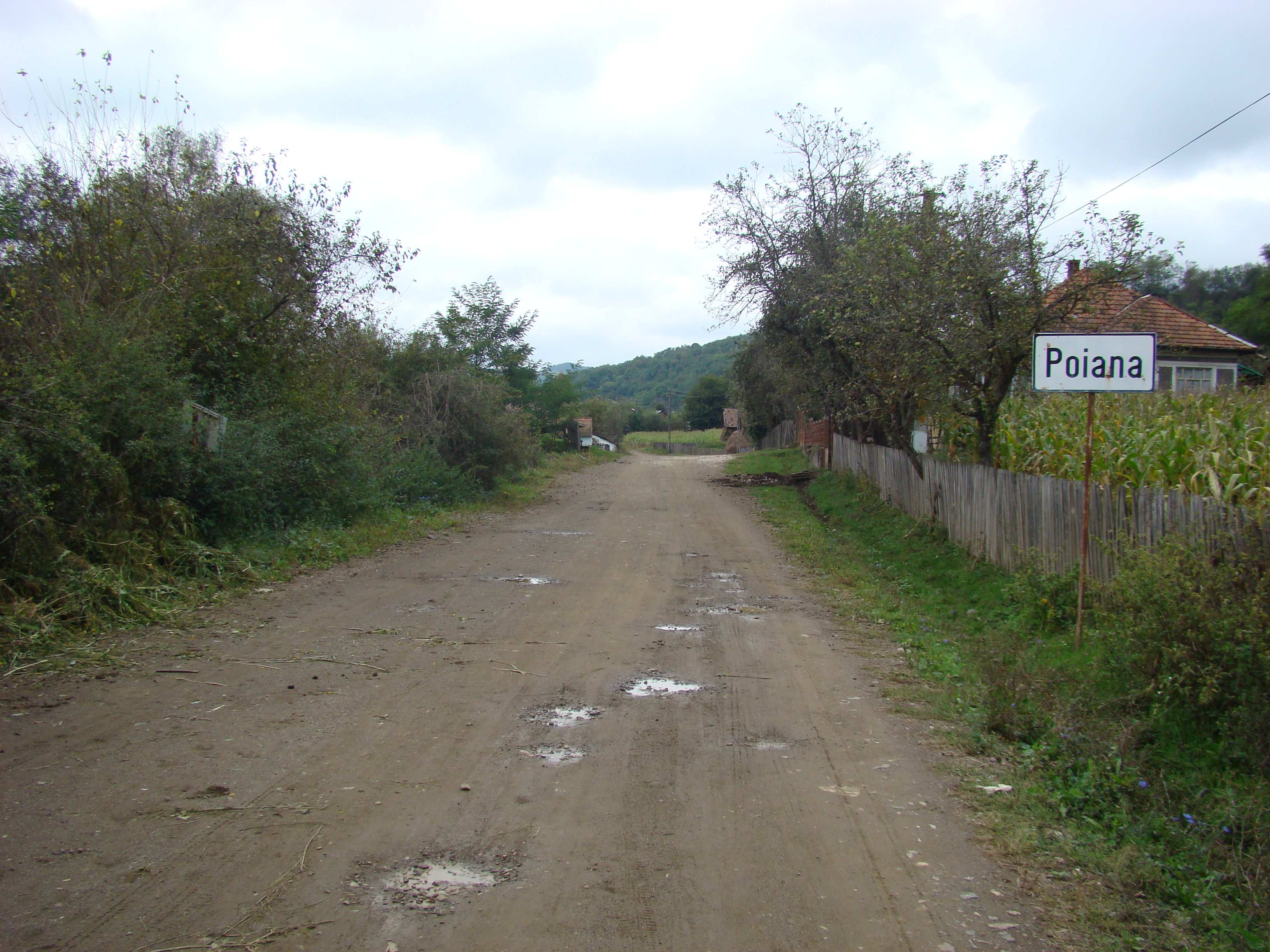
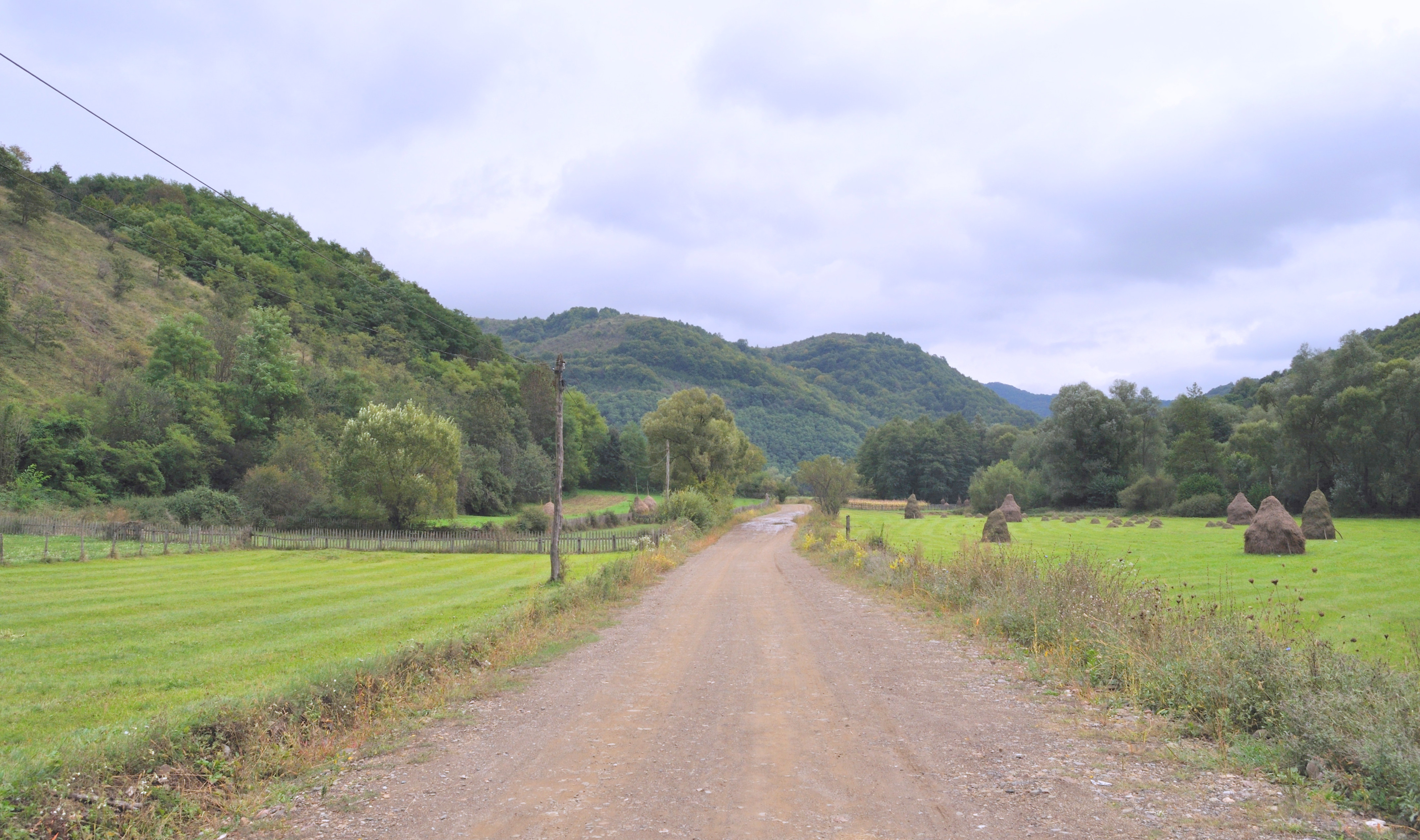
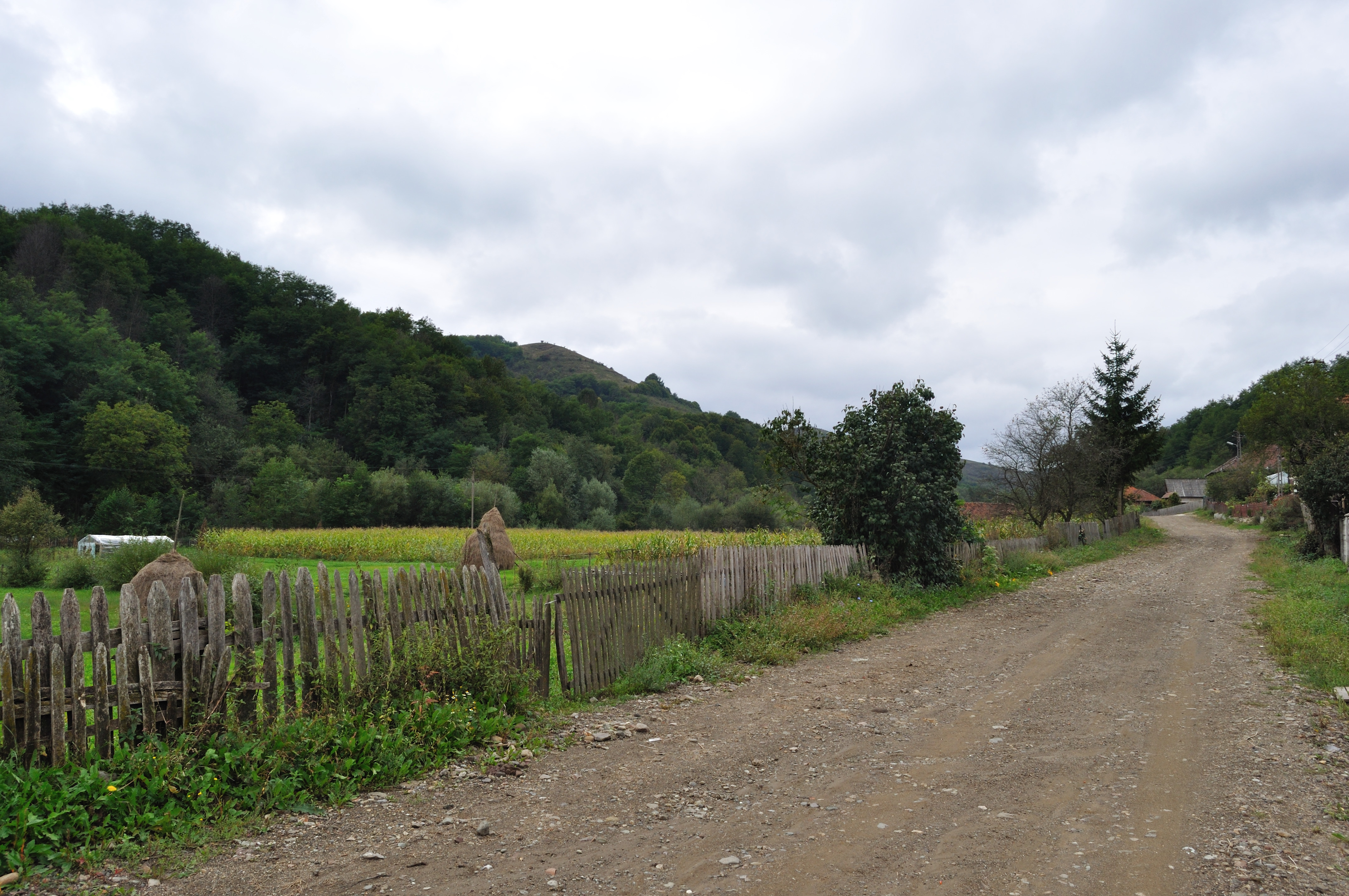